# LUTS
LUTS (ang. lower urinary tract symptoms) – dolegliwości ze strony dolnych dróg moczowych, występujące zarówno u mężczyzn, jak i u kobiet.

## Objawy LUTS
Do najczęstszych dolegliwości ze strony dolnych dróg moczowych należą: 
- częste oddawanie moczu w dzień i w nocy (częstomocz)
- uczucie gwałtownego parcia na pęcherz
- trudności w powstrzymaniu oddania moczu spowodowane bardzo silnym parciem (tzw. parcia naglące)
- dolegliwości bólowe lub uczucie pieczenia w czasie oddawania moczu
- trudności w rozpoczęciu oddawania moczu
- zwężenie strumienia moczu i osłabienie jego ciśnienia
- przerywany, pulsacyjny strumień moczu
- wydłużenie czasu potrzebnego na oddanie moczu
- oddawanie moczu kroplami
- uczucie niepełnego opróżnienia pęcherza po oddaniu moczu
- nietrzymanie moczu – mimowolny wyciek moczu
- zespół pęcherza nadreaktywnego
- infekcje dróg moczowych

LUTS mogą być również objawem choroby nowotworowej układu moczowego. Obecnie panuje teoria, że za męskie LUTS odpowiada nie tylko stercz, ale także pęcherz moczowy.
Objawy związane z dolnymi drogami moczowymi są także ściśle związane z procesem starzenia. Umiarkowanego i znacznego stopnia LUTS, według kwestionariusza IPSS, miało odpowiednio 9%, 34,4%, 34,1%, 42,5% i 100% chorych w grupach wiekowych 40-49, 50-59, 60-69, 70-79 i 80-89 lat.  

## Diagnostyka LUTS
Rozpoznanie ustala się na podstawie wywiadu lekarskiego, badania fizykalnego, badań obrazowych oraz badań laboratoryjnych krwi i moczu. W określaniu stopnia nasilenia LUTS u mężczyzn pomocny jest  kwestionariusz IPSS (International Prostate Symptom Score). Badanie fizykalne obejmuje badanie pęcherza moczowego przez powłoki brzuszne, badanie gruczołu krokowego palcem przez odbytnicę u mężczyzn oraz badanie ginekologiczne u kobiet. Wykonywane jest także badanie USG układu moczowego. W sytuacji wskazującej na infekcję dróg moczowych wykonywane jest badanie bakteriologiczne moczu czyli tzw. posiew moczu. U mężczyzn wykonywane jest oznaczanie stężenia PSA (swoistego antygenu sterczowego) jako badanie w kierunku wczesnego wykrywania raka gruczołu krokowego. Polecane jest pacjentowi założenie dziennika mikcji, w którym przez co najmniej trzy dni zapisuje się, ile razy oddało się mocz, w jakiej ilości, ile przyjęło się płynów oraz kiedy wystąpiło uczucie parcia na mocz lub bezwiedny wyciek moczu. W razie potrzeby wykonywana jest także uroflowmetria, badanie urodynamiczne oraz cystoskopia. 

## Leczenie LUTS
O konieczności podjęcia leczenia decyduje stopień nasilenia LUTS. Chorzy z objawami o niewielkim nasileniu oraz chorzy z umiarkowanymi i nasilonymi objawami, którzy jednak nie postrzegają ich jako istotnie negatywnie wpływających na ich codzienną aktywność życiową, nie wymagają leczenia. Dopiero w przypadku znacznej uciążliwości objawów i związanego z tym ograniczenia aktywności życiowej wskazane jest wdrożenie leczenia.
Za męskie LUTS odpowiada głównie łagodny przerost prostaty (stercza, BPH), który leczony jest kilkoma grupami leków, a głównie: 
- antagonistami receptorów α1-adrenergicznych (tamsulozyną, doksazosyną). Leki te powodują relaksację mięśni gładkich okolicy szyi pęcherza, tylnej części cewki moczowej i torebki gruczołu krokowego ułatwiając opróżnianie pęcherza. Efekt leczenia jest zauważalny na ogół po kilkunastu dniach. U niektórych osób mogą powodować spadki ciśnienia tętniczego, zawroty głowy. Skuteczność leków z tej grupy w przeciwdziałaniu dokuczliwości LUTS oraz poprawie Qmax została udowodniona w licznych kontrolowanych placebo badaniach klinicznych, z których część dotyczyła ponad 5-letnich okresów obserwacji.
- inhibitorami 5α-reduktazy (finasterydem, dutasterydem). Leki te powodują zmniejszenie rozmiarów gruczołu krokowego (wskazane są u chorych z gruczołem krokowym o objętości powyżej 40ml). Pełny efekt działania leków osiąga się po min. 3 miesiącach ich stosowania. Leki te obniżają stężenie PSA w surowicy krwi. Powodują także obniżenie popędu seksualnego oraz zaburzenia erekcji i wytrysku. Skuteczność i bezpieczeństwo tych leków  zostało potwierdzone w licznych kontrolowanych placebo badaniach klinicznych oraz wieloletniej praktyce klinicznej. Ich działanie polega na blokowaniu enzymu 5α-reduktazy, przez co zapobiegają konwersji testosteronu (T) do dihydrotestosteronu (DHT), odpowiedzialnego za wzrost objętości stercza[6].

Z kolei leki antycholinergiczne (antymuskarynowe) stosowane są u obu płci.  Antagonisty receptorów muskarynowych (tolterodyna, solifenacyna) wpływają korzystnie na zmniejszenie dolegliwości związanych z częstomoczem,  parciami naglącymi oraz  nietrzymaniem moczu związanym z parciami. Do najczęstszych działań niepożądanych tej grupy leków zalicza się suchość w ustach i zaparcia. Uzasadnieniem stosowania tych leków jest fakt, że mięsień wypieracz pęcherza jest częściowo poddany kontroli układu parasympatycznego i cholinergicznego.   